# Телфин
Телфин — российская сервисная компания индивидуальных решений для голосовой связи. Компания предлагает ряд VoIP-сервисов по модели SaaS, включая облачную АТС «Телфин.Офис» и виртуальные номера.

## История
Компания основана в декабре 2003 года, инвесткомпанией «Балт-групп».
В 2003 году Телфин запускает разработку решений, сервисов VoIP для малого и среднего бизнеса. Начинает работу по установке телефонов, подключенных по технологии IP[3].
В 2004 году представляет безлимитный международный тариф на звонки «Безлимитный мир»[4]. Запускает создание дилерской сети по России и за рубежом[5].
В 2005 году компания запускает в работу программу для совершения звонков с компьютера или мобильного устройства, softphone («софтфон»), под торговой маркой Telme[6].
В 2008 году компания выпускает на рынок собственный продукт в области облачных решений для голосовой связи — виртуальную АТС «Телфин.Офис»[7].
В 2010 году американское подразделение компании Телфин (Telphin USA) запускает в российских городах услугу переадресации звонков с прямого телефонного номера на Skype[8]. Российская компания открывает продажу виртуальных номеров в федеральном коде 8-800.
В 2011 году Телфин представляет решение для защиты частной корпоративной телефонной сети от прослушивания и взлома «Телфин.VoiceVPN»[9].
В течение 2012 года Телфин, получив дополнительную номерную ёмкость в нескольких десятках городов России, начинает предоставлять свои услуги в регионах. Осенью этого же года компания выпустила облачный телекоммуникационный сервис распознавания и синтеза речи «Телфин.Барышня».
В начале 2013 года Телфин запустил готовый программный сервис «Простые звонки», интегрирующий IP-телефонию с клиентскими базами в 1С, Excel и SugarCRM.
В 2014 году компания входит в ТОП-10 крупнейших поставщиков SaaS в России, согласно данным CNews Analytics.
В 2015 году Телфин берёт курс на расширение географии городов и стран, прямые виртуальные номера которых компания предлагает. В результате к концу года в арсенале Телфин прямые номера 55 городов России и 33 стран. Компания также работает над усовершенствованием собственных сервисов. Расширяет список API-интеграций ВАТС с новыми программными продуктами. Реализует автоплатеж в личном кабинете клиента. Начинает перенос собственного оборудования и серверных мощностей в новый DATA-центр класса Tier III. По итогам 2015 года и оценке посетителей ресурса blog.onlinepbx.ru, занимает первое место в рейтинге популярных в России SIP-операторов (анализ по паблисити компании, стабильности работы каналов, качеству техподдержки, адекватным ценовым предложениям).
В 2016 году компания выводит на рынок новые услуги «Бизнес-номер» и FMC («Мобильные сотрудники»). Запускает мобильную версию виртуальной АТС «Телфин.Офис» с обновленным интерфейсом. Становится финалистом конкурса «Хрустальная гарнитура» и лауреатом премий «Основа роста» и «Хрустальная гарнитура».
В 2017 году Телфин разрабатывает новый сервис виртуальной АТС, «Мониторинг», позволяющий в режиме реального времени отслеживать телефонные разговоры, распределять нагрузку на телефонную линию, создавать различные отчёты по звонкам, пр. В АТС внедряет синтезатор речи для записи голосовых сообщений. Добавляет новые опции по выставлению нормативов менеджерам и «Группы сотрудников» (для управления звонками филиалов, отделов). Разрабатывает модуль «Книга контактов» с базовыми функциями CRM. Компания получает премию CX Awards в номинации «Лучший контактный центр». Согласно рейтингу агентства CNews на 2017 год, Телфин входит в ТОП-10 ведущих поставщиков SaaS в России. По исследованию Discovery Research Group — в тройку лидеров крупнейших игроков рынка виртуальной АТС страны. А также в ТОП-10 лучших операторов SIP-телефонии на основании отзывов пользователей, проанализированных интернет-сервисом VoIP Обзор.
В 2018 число готовых интеграций виртуальной АТС «Телфин. Офис» увеличилось до 37, разработана еще одна собственная интеграция с bpm’online. Обновлено приложение «Софтфон» Телфин для Android. В числе дополнительных сервисов АТС «Телфин.Офис» появилась функция «Оценка разговоров». В базу телефонных номеров Телфин добавлены номера Владимира, Владикавказа, Якутска, Саранска, Тамбова и города Чебоксары. Телфин выпустил расширение виртуальной АТС для браузеров: Google Chrome, Mozilla Firefox и Яндекс. Браузер.
В 2019 году разработаны новые сервисы виртуальной АТС «Телфин.Офис»: автоперезвон, контроль пропущенных, АОН, а также собственная интеграция с сервисом Мегаплан. Появилось еще 6 городов, номера которых подключает Телфин: Иркутск, Ангарск, Чита, Курган, Тольятти и Петрозаводск. Теперь в базе провайдера — 68 городов. Дополнительно компания запустила в продажу виртуальные мобильные номера с возможностью отправки и приема СМС.
В 2020 году Телфин добавил в АТС «Телфин.Офис» функции распознавания речи и голосового робота. Обновилась интеграция с Битрикс24. Запущен сервис видеоконференций для дистанционного обучения и удаленной работы. В базе Телфин появились номера Пскова, Сыктывкара, Улан-Удэ. Запустили разработку индивидуальных решений и доработок для клиентов на базе виртуальной АТС. В числе партнеров — уже более 200 компаний.
В 2021 году компания запустила новые услуги, среди которых: виртуальные мобильные номера, городские номера и автоматический определитель номера регионов России, статический коллтрекинг, автоинформатор, «Телфин.Бот», рейтинг сотрудников, мобильная связь с возможностями ВАТС, Flash Calls. Была возобновлена серия партнерских вебинаров, растет число новых интеграций («Клиентикс.CRM», «Контур CRM» и др.)
В 2022 году Телфин расширил свой портфель, представив новый продукт WhatCRM — инструмент связи с использованием WhatsApp и Telegram. База виртуальных мобильных номеров Телфин покрывает уже 45 городов России. Растет число функций базовой версии АТС «Телфин.Офис», добавлен новый сервис — активный исходящий обзвон. Расширяются возможности интеграций АТС «Телфин.Офис» с amoCRM и Битрикс24.
В 2023 году языковая модель GPT была интегрирована в АТС «Телфин.Офис».
В 2024 году АТС «Телфин.Офис» интегрирована с веб-аналитикой «Яндекс», Yandex SpeechSense и сервисом анализа речи на базе ИИ. 6 собственных интеграций с Битрикс24, amoCRM, RetailCRM, Мегаплан, Sales Force, YCLIENTS и 50+ решений от партнеров.
По данным CNews, Телфин входит в TOP-5 провайдеров по IP-телефонии 2024.